# 安徽省工商业联合会
安徽省工商业联合会，简称安徽省工商联，同时称安徽省总商会，是中国共产党领导的、安徽省工商界组成的统战性、经济性、民间性的人民团体和商会组织。